# Mascagnia microcarpa
Mascagnia microcarpa là một loài thực vật có hoa trong họ Malpighiaceae. Loài này được (Sandwith) W.R. Anderson mô tả khoa học đầu tiên năm 1981.